# بيتر روجرز (لاعب اتحاد الرغبي)
بيتر روجرز (بالإنجليزية: Peter Rogers)‏ هو لاعب اتحاد الرغبي بريطاني، ولد في 20 يناير 1969 في ميدستون في المملكة المتحدة.

## وصلات خارجية
- بيتر روجرز عل موقع إسبنسكروم (الإنجليزية)
- بيتر روجرز على موقع ItsRugby.co.uk (الإنجليزية)